# Lista de personagens de Cyberchase
Esta é uma lista contendo todos os personagens da série de televisão Cyberchase.

## Cyberturma
- Placa-Mãe: Governadora do Cyberespaço. Ela mora na Central de Controle. Seu primeiro assistente, um ciborgue chamado Hacker enviou um vírus a ela, mas por causa de uma espécie de vacina que foi atualizada durante a infecção, Placa-Mãe está quase curada. Dr. Good, Dígito e as crianças procuram o Chip de Criptografia (ou Chip Codificador) para curá-la definitivamente. Costuma chamar as crianças de "cyberamigos".
- Dr. Gude: Um brilhante inventor que cuida da manutenção da Placa-Mãe. Ele é cheio de ideias, como a lâmpada em sua cabeça sugere. Suas falas são salpicadas com termos de computador, como "Retrocesso!", em vez de "Espere um minuto!".
- Jackie: Uma garota afro-americana de onze anos que mora no subúrbio com sua mãe. Suas atividades preferidas incluem ginástica, saltar, desenhar, escrever e ama piratas. Está sempre vestida com uma camisa amarela de mangas compridas, uma mini-saia azul e colares e pulseiras vermelhos. Tem fama de ser organizada, coisa que ajuda seus amigos a resolver problemas. Quando resolve pensar, fica andando em círculos. Seu maior medo é de insetos e outros bichos que ela considera nojentos. Quando alguns desses animais está perto dela, ela sempre responde: "Eca, eca, eca!". Assim como Inês, Jackie gosta muito de Slider. Às vezes, ela enlouquece quando não conseguem resolver um problema. Isso incentiva Matheus a zombá-la, dizendo: "E o prêmio de melhor explosão dramática do dia vai para... Jackie!".
- Matheus: Um garoto de descendência irlandesa de onze anos que mora numa fazenda. Adora andar de skate e algumas vezes não controla suas palavras. Ele sabe tudo sobre mitologia grega. Tem um porco de estimação chamado Sherman, e mais lagartos e sapos. Quando resolve pensar, brinca com um ioiô. Sempre anda com uma mochila que geralmente é repleta de vários itens. Ele é melhor na resolução de um problema quando pode mantê-lo em suas mãos. Ele frequentemente chama Inês, pela qual ele parece ter uma queda, de "Inêzinha", o que causa o aborrecimento da garota. Matheus, às vezes, é um pouco complacente.
- Inês: Uma garota de onze anos que possui descendência espanhola. Apesar de ser a mais jovem da turma, ela é a mais educada e também a mais inteligente, devido ao seu rico vocabulário e por suas citações, fato pelo qual Matheus tira proveito para zombá-la. Usa uma camiseta rosa de mangas compridas com uma estrela amarela no meio, um shorts azul-petróleo e um colete roxo. Ela é o único membro da Cyberturma que usa óculos. Costuma dizer quando pressente perigo: "Isso não é bom, não é nada bom mesmo!". Também costuma ser chamada de Inêzinha por Matheus. Logo responde: "Não me chame de Inêzinha!!!". Inês geralmente age como um amortecedor para a Cyberturma, pois ela sabe como agir diante de um desentendimento. Quando resolve pensar, fica de cabeça para baixo. Algumas evidências apontam o fato dela ter uma queda por Slider, tal como o fato dele chamá-la de Inêzinha diversas vezes, sem que ela tenha uma atitude furiosa. Quando Matheus pergunta o por quê dela não ter se irritado, ela simplesmente responde que Slider é diferente, mas não toca mais no assunto. No entanto, por vezes, é mostrado Dígito chamando-a de Inêzinha e ela não se enfurece. Portanto, ela somente mostra uma atitude raivosa quando Matheus a chama, fato que pode evidenciar uma queda oculta por ele.
- Slider: É um adolescente ciborgue de treze anos de idade que vive em Radópolis. Constrói e repara skates e bicicletas. Desde a terceira temporada, ele foi um personagem recorrente na série. Segundo Slider, seu pai, Coop, tinha o abandonado quando era mais jovem, porque Hacker o caçava durante muitos anos. Durante o episódio "Medida por Medida", é revelado que seu pai o abandonou para protegê-lo. Durante todo o restante da série, Inês e Jackie parecem ter uma "quedinha" por ele, o que faz com que Matheus se sinta enciumado. Seu nome é provavelmente derivado do fato dele ser um skatista, embora possa ser uma referência a outras séries de ficção científica citadas na série.
- Dígito: cyber pássaro. Seu nome completo é Dígito LeBoid. Vive com a Placa-Mãe e tem certos dotes culinários. Anteriormente, já foi membro da gangue do Hacker (foi construído por ele), portanto, conhece alguns detalhes da Estraga-Prazer (nave do Hacker). Agora, que trabalha para a Placa-Mãe, é grande amigo das crianças da Terra e sempre os acompanha. Embora Dígito possa voar sem problemas ele demonstra ter um pouco de medo de lugares altos. Costuma dizer: "Não tema, com o Dígito não há problema" e "Badabim Badabum". Também é frequentemente apelidado de "Digi". Ele é um grande cozinheiro e autor de "O Cyber Chefe" e "Cozinhando com Dígito". Ele carrega vários itens em seu peito, inclusive Widget. Pode transformar seu bico em qualquer ferramenta útil e também consegue imitar a voz de qualquer pessoa, inclusive a do Hacker. Aparece em todos os episódios, exceto em "O Caso Todesville", embora tenha sido citado por Inês.
- Widget: É um pequeno exemplo de Dígito. Seu chapéu, suas penas da cauda e sua gravata não são perfeitamente parafusados. Aparece nos episódios "Tamanho É Documento" (onde consegue avisar a tempo a Placa-Mãe sobre o vírus que fora lançado por Hacker), "O Dia das Mães" (onde ele deseja "feliz dia das mães" para todas as cyber mães), "Seja Razoável" (onde a turma só precisava de mais uma pergunta do Quiosque para completar o teletransportador quebrado) e "O Lodo de EcoHaven".

## Vilões
- Hacker: Um ciborgue anteriormente construído para ajudar a Placa-Mãe. Contudo, mudou de lado. Em quase todos os episódios ele tenta dominar o Cyberespaço ou parte dele, mas sempre é frustrado pela Cyberturma. Mora na Fronteira Norte e possui uma nave chamada Estraga-Prazer (ou Caos). Possui dois assistentes chamados Bug e Deleto. Hacker vive com os nervos à flor da pele com os dois, sempre os chamando de "cyber almôndegas", "TXTs de padaria" ou "fracotes de memória RAM". Também costuma chamar a Cyberturma de "pirralhos da Terra", "Gangue boazinha" ou "Cupins terrestres". Hacker está sempre perseguindo o Dr. Good para sequestrá-lo e impedir que ajude a Placa-Mãe. Ele lembra Elvis Presley, mas é verde, não possui cabelo (só uma peruca negra) e tem um queixo pontudo. Sempre prefere ser chamado de "Sr. Hacker" (ou "O Hacker"). Tem canetas no bolso de sua camisa, que são sua fonte de energia. Ele também tem aracnofobia, como visto no episódio "E Eles Contaram Felizes para Sempre" e um pouco de fobia a fantasmas, depois de encontrar Ivana, a Invencível, no episódio "Todos os Ângulos Retos".
- Bug: Um dos capangas de Hacker. Um ciborgue quase esférico, com enorme boca e membros bem curtos. Ele pode parecer bem durão, mas, às vezes, se mostra gentil. Uma das coisas que Bug mais odeia fazer é o trabalho de Hacker e no episódio "Caos Casual", ele admite não gostar de Hacker depois que ele não o deixa jogar Slugball. Ele também possui um par de antenas que aparentemente podem ser usadas como um joystick (como visto no episódio "Travessura ou Gostosura"). É o melhor amigo de Deleto e tem uma paixão por rosquinhas. Bug é um pouco mais esperto que Deleto. Diz: "Acho que o chefe não vai gostar nada disso". Sempre chama Deleto de "Dedé" ou simplesmente "Dé".
- Deleto: Um dos capangas de Hacker. É mais alto e mais magro do que Bug e tem um focinho como o de um cão. Ele também tem braços extensíveis, como visto em vários episódios. Não parece apresentar inteligência e muitas vezes parece nem trabalhar para o Hacker. Às vezes, ele se mostra como um aliado à Cyberturma, como visto no episódio "Gráfico de Barras". Deleto é o melhor amigo de Bug, que o chama de "Dedé". Tem muito apego pelos animais, principalmente coelhos. Nos episódios "Questão de Sorte" (embora que em "Questão de Sorte", ele o chama de Penny), "O Ciborgue dos Aneis", "Um Pouco de Ação" e "A Fada Ciborgue", Deleto diz: "Eu adoraria ter um coelho. Eu o amaria, e o cuidaria e o chamaria de George!". No episódio "A Fada Ciborgue", quando sua fada-madrinha, Zanko, lhe concede uma visita, ele finalmente consegue o seu coelho, a quem o chama de George e até cria um novo brinquedo: o coelho-helicóptero. Deleto costuma ser um pouco mais gentil com a Cyberturma. Ele não é tão mal como parece, e como Bug, apenas cumpre às ordens de Hacker. Ele parece estar ficando mais esperto na oitava temporada, pois ele tenta várias vezes avisar Hacker, só para deixá-lo bravo.
- Bruxa Malvada: Também chamada de Bruxa Malévola, aparece em várias aventuras. Ela tem um brilhante cabelo vermelho, gosta de gastar dinheiro e tem um temperamento explosivo. Ela quer assumir o Cyberespaço, junto com Hacker. Vive em Felizes para Sempre e tenta convencer Hacker a se tornar seu parceiro. Hacker várias vezes namora ela ou a corteja, mas sempre rompe depois. No episódio "Amor e Bruxaria", Hacker afirma que ela é um feiticeira que deixa à desejar. Em troca, Bruxa Malvada lança um feitiço sobre ele, que arruina seus planos. Já se associou ao Hacker algumas vezes, mas sua intenção não é ver o fim da Placa-Mãe, e sim ficar junto ao Hacker numa vida mais íntima. Aparece nos episódios "E Eles Contaram Felizes Para Sempre" (onde aparece presa na torre, mas ao cumprir as suas ordem, eles a libertam, e ela entrega o útlimo ovo para que Hacker liberte o rei), "A Hora da Aventura" (onde aparece fazendo uma decoração em um programa de TV, e Múmia quer que a mesma faça a decoração de sua tumba), "Modelos Exemplares" (onde atua como cantora de ópera), "Eliete Jeitosa e o Verde Maligno" (onde lança um feitiço para Hacker ficar "bonzinho"), "Amor e Bruxaria" (onde lança um feitiço que encolhe Hacker), "O Casamento" (onde ela usa uma peruca falsa para se parecer com a filha do imperador), "A Confusão de Snelfus - Parte 1", "A Confusão de Snelfus - Parte 2", "Shari Spotter e os Bolinhos Cósmicos" (onde a mesma reprova Hacker em um teste para bruxos, mas a partir dai, ele começa a ter poderes, mas é derrotado pelo professor de Shari), "O Caso da Memória Perdida", "A Própria Vassoura", "O Uivo do Halloween", "Desenhando Mr. Pefeito", "A Fração de uma Chance", "Infelizes Para Sempre", "Time dos Espíritos", "Um Resultado Perfeito" e "Encantado".
- Warren: Um gênio rebelde que quer governar o Cyberespaço. Seu nome completo é Warren Plotnick. Sua mãe é uma senhora de Nowhere que o deixou de castigo em uma garrafa depois de sua última travessura. Ele é durão e intimida as pessoas quando está sozinho, mas na presença de sua mãe, se mostra fracote e excessivamente obediente. Ele também costumava ser o ídolo de Hacker, mas após seu primeiro encontro, eles nunca estão felizes em se ver ao longo da série. Dígito imita muito bem a voz de sua mãe. Aparece nos episódios "Negociar Sempre" (onde Hacker é uma miniatura na qual a mãe de Warren sempre quis ter), "Todos os Ângulos Retos" (onde ele também recebe o cyber e-mail para pegar o tesouro misterioso), "O Ciborgue dos Anéis", "A Confusão de Snelfus - Parte 1" (ele aparece comprando uma peça que na verdade é um truque de Hacker, e as crianças acabam caindo no truque).
- Ledge: É um personagem que aparece nos episódios "Hackerizado" e "O Pássaro Azul de Zappines". Em "Hackerizado", ele está em uma porta a fim de que não seja Hackerizado. Ele ajuda a Cyberturma a desligar a máquina que faz com que todos sejam como Hacker. No início, ele parece um cara legal, mas, em seguida, ele revela sua verdadeira face, quando ele diz a Inês que foi ele quem fez a máquina que está fazendo todo mundo ser como Hacker. Mais tarde, ele vai para a nave de Hacker para dizer que ele fez a máquina. Depois que ele confessa, Hacker o transforma e o expulsa da nave. Ledge em seguida, tenta se vingar usando uma das invenções anteriores de Hacker para humilhá-lo e ferí-lo em "O Pássaro Azul de Zappines". Inês ainda guarda rancor dele.

### Outros assistentes de Hacker
- Baskerville: Um lobo ciborgue corcunda com sotaque britânico que é chamado muitas vezes por Hacker para ajudar em seus planos maléficos, por ser mais confiável do que Bug e Deleto. Evidentemente, Bug e Deleto não gostam muito dele, principalmente quando Baskerville é chamado para fazer tarefas diárias, como pegar uma xícara de chá, ou limpar a capa de Hacker. Ele aparece nos episódios "Questão de Sorte" (onde aparece como sendo o assistente de Hacker, mas ao final do episódio, ele diz que Hacker não está no poder de mais nenhum cybersite e pede demissão), "O Caso da Memória Perdida", "O Lodo de EcoHaven", "Assoprando no Vento", "O Dia dos Pais" e "Hackerizado".
- Scratch: É uma ave-ciborgue semelhante a Dígito, visto somente no episódio "Na Linha". Ele é assistente de Hacker e é muito mau. Possui um bico muito afiado e não fala.
- Olga: Foi contratada por Hacker para ajudar a drenar o lago de EcoHaven no episódio "O Lodo de EcoHaven". Ela parece ser uma mecânica. Olga também aparece no episódio "Hackerizado", quando Hacker tenta descobrir quem criou a máquina que está transformando todos em cópias de Hacker.
- Cyclops: Foi visto primeiramente dando uma mensagem a Hacker no episódio "A Própria Vassoura". Foi mais tarde contratado para ajudar a drenar o lago de Ecohaven no episódio "O Lodo de EcoHaven".
- Trashinator: Também conhecido como "Trash", é um outro ciborgue ajudante de Hacker que foi visto no episódio "O Lodo de EcoHaven". Ele parece ter, assim como Bug, uma paixão por rosquinhas e come por um buraco em sua cabeça com um tampa. Ele também aparece nos episódios "Caos Casual", "Assoprando no Vento", "O Dia dos Pais" e "Hackerizado". Ele é conhecido por ter várias habilidades em Slugball.
- Tonga: É um gorila vermelho mecânico, que aparece nos episódios "Caos Casual" e "Assoprando no Vento".
- Gigabyte: Monstro criado por Hacker para ajudá-lo a controlar o Cyberespaço. Apareceu primeiramente no episódio "Castelvânia", onde Hacker queria transferir a energia mental do Dr. Good para Gigabyte, mas o plano não deu certo. Ele recebeu o cérebro do Deleto, ao invés do cérebro do Dr. Good. Apareceu novamente no episódio "Uma Forma Perfeita", onde Hacker tenta usar a energia do Sol para trazê-lo de volta. Sua última aparição foi no episódio "O Uivo do Hallowen", onde ele é visto juntamente com uma múmia, dizendo "Gostosuras ou Travessuras?".

## Personagens em outros cybersites

### Aquarium
- Sereia: É a porteira de Aquarium. Ela é verde, com longos cabelos rosa púrpuro avermelhado. Ela usa uma camisa amarela, um chapéu azul e seus lábios são roxos. Tem problemas com as bolhas que saem dos escapamentos das naves quando estas entram em contato com a água. Aparece somente no episódio "Codinome Eka".
- Eka: É um grande gastrópode semelhante a uma lesma. Ela absorve a energia diretamente do seu entorno, compreende várias línguas, e se comunica através de padrões de energia elétrica que vibram em sua antena. Se ela não absorver a energia natural do Aquarium, o local ferverá e entrará em ebulição. Além disso, ela precisa se alimentar de energia para sobreviver, caso contrário, ela murchará e será reduzida a nada. Ela também pode se camuflar. Aparece nos episódios "Codinome Eka" (onde ela fica invisível para não ser raptada pelo Hacker e acaba parando na Central de Controle da Placa-Mãe), "Firmeza de Atitude" (onde se esconde ao ouvir a voz poderosa de Hacker) e "O Fator Eka".
- Manny: É um preguiçoso cyber peixe-boi, que geralmente dorme e sabe de tudo. Ele é visto no episódio "O Fator Eka".
- Príncipe Caranguejo: É um caranguejo que ajuda as pessoas e começa a ser um príncipe em "As Uvas da Verdade" (onde ele passa a contar mentiras e falar coisas sem sentido, mas ao ser mergulhado nas uvas, aceita ser rei). Ele ajuda a cyberlesma Eka a manter o seu point de energia no episódio "O Fator Eka". Além disso, já que ele é o príncipe, o seu trabalho é manter o refúgio secreto de Eka em segredo.

### Buraco Negro
- Blenny: Possui seu próprio buraco negro e ele só é visto no episódio "A Confusão dos Snelfus - Parte 2". Ele mantém sempre a primeira regra de negócio: sem dinheiro, sem disposição. Em "Desenhando Mr. Perfeito", vemos o cybersite mas não ele.

### Castelvânia
- The Sams: É uma criatura de duas cabeças que muitas vezes ajuda a Cyberturma. As suas cabeças estão sempre brigando entre si, pelo fato de elas não concordarem em absolutamente nada. Ele aparece no episódio "Fica Frio", em que a Cyberturma necessita de um novo crióxido para a placa-mãe, quando Hacker o troca por uma gosma verde e quente. Ele também apareceu nos episódios "Castelvânia" (como um guia turístico), "Eureka" (não se sabe sua aparição), "Medida por Medida", "A Mudança da Arte".
- Érica Ram: É apresentadora de um programa de televisão e se apaixona por Hacker durante o episódio "O Uivo do Halloween". Érica dá entrevistas para as pessoas porque ela está sempre desejando um furo jornalístico. Ela quase sempre sorri. Aparece nos episódios "O Casamento" (atua como repórter e entrevista a falsa princesa, que na verdade é a Bruxa Malvada), "A Confusão de Snelfus - Parte 2", "Noite Estrelada", "O Caso da Memória Perdida", "O Uivo do Halloween", "A Surpresa do Aniversário de Dígito" e "Foi-se com o Nevoeiro".
- Gnomo: O Gnomo aparece em todos os tipos de castelo. Às vezes, ele não deixa que as pessoas passem sem a sua permissão. Ele é um cara de poucas palavras, o qual adora resumos. Aparece nos episódios "Castelvânia" (onde atua como porteiro e ajuda a encontrar Hacker antes da meia-noite) e "Fica Frio" (onde ele libera o líquido necessário que falta para curar a Placa-Mãe, e diz que só liberaria o necessário, nem mais, nem menos).
- Prefeito Lobisomem': É o prefeito de Castelvânia. Ele não gosta de ninguém que assuma o seu castelo, mas Hacker faz isso e descobre o seu segredo (as Gárgulas de Grisli). Ele tem um nariz azul ou preto. Em seu castelo, há também um alçapão na sua sala principal. Ele é visto no episódio "O Uivo do Halloween".
- Drácula: A Cyberturma vai parar em seu castelo no episódio "Castelvânia" quando estavam tentando procurar pelo castelo onde Hacker estava escondido. Ele também aparece no episódio "O Uivo do Halloween".

### Cyberteca
- Srta. Fileshare: É a chefe da Cyberteca. Tem elevados padrões de cultura e seis braços. Quando toma uma decisão, é inflexível, até que ela finalmente aprende a ser de mente aberta, em determinado episódio. Está sempre ocupada com seus serviços na Cyberteca, guiando excursões e explicando a história do Cyberespaço para quem quiser ouvir. Ela é vista nos episódios "Gráfico de Barras" (aparece sendo enganada por Hacker, que se passava por exterminador de insetos), "Sejamos Razoável" (onde aparece presa em sua própria cyberteca e não consegue sair, pois só conseguiu sair após a cyberturma ajudá-la a fazer com que os vilões trocassem de corpo) e "A Besta Deedle".
- Kiosk: Uma máquina maulca que respondia fatos inúteis sobre a Srta. Fileshare quando esta ficou submersa, e que só se tornou útil quando as crianças queriam saber em qual cor vai a cadeira, e essa cor era a amarela. Só aparece no episódio "Sejamos Razoáveis"

### Eureka
- Professor Arquimedes: É o líder de Eureka e o criador do Chip Codificador. Ele pode se transferir para a segunda e terceira dimensão (2D e 3D). Ele é muito inteligente e é o melhor amigo do Dr. Good. Aparece no episódio "Eureka" (aparece após ter digitalizado para a terceira dimensão) e "Noite Estrelada" (não se sabe suas características neste episódio).
- Eu e Reka: São dois "monstrinhos" habitantes de Eureka que trabalham para o Professor Arquimedes. Eu é azul e Reka é amarela. Aparecem no episódio "Eureka" (eles mostram como montar um quadrado que seria a base do Professor Arquimedes) e "Noite Estrelada" (eles mostram como fazer uma mesa igual para todos os funcionários com todas as mesas e cadeiras possíveis).

### Felizes para Sempre
- O Rei: O Rei de Felizes Para Sempre é um personagem dos contos de fadas de ficção. Ele é baixinho, barrigudo e de barba branca. Em alguns episódios, ele chora quando ouve algo ruim. Aparece nos episódios "E Eles Contaram Felizes Para Sempre" (aparece raptado pelo Hacker), "Modelos Exemplares" (aparece bravo com a aranha) e "Infelizes Para Sempre".
- Aranha: É geralmente um pária, devido ao fato de todos terem medo dele. Apesar de ele não ser muito esperto, ajudou na contagem dos ovos de ouro para o resgate do Rei - no episódio "E Eles Contaram Felizes Para Sempre" - fato que serviu para que ele começasse a ser bem-visto pela população. No episódio "Modelos Exemplares", torna-se diretor do concurso de talentos onde Bruxa Malvada é a estrela principal. Possui uma cor rosa berrante.
- Ziff: Um porco verde que vive com seus dois irmãos. No episódio "Modelos Exemplares", ele fez um acordo com Hacker, que prometeu proteger a ele e a seus irmãos do lobo mau. Ele tomou um papel importante na sexta temporada, no episódio "Infelizes Para Sempre", onde ele ajudou a trazer de volta a Cyberturma para os finais felizes. Ele aparece nos episódios "E Eles Contaram Felizes Para Sempre" (aparece contando os ovos e descobre que 700 ovos são 7 pilhas com 100 ovos, que são 10 ovos em 10 caixas), "Modelos Exemplares" (aparece dizendo a Hacker que as crianças eram obedientes), "Eliete Jeitosa e o Verde Maligno" (ele é enfeitiçado pelo Verde Maligno e começa a fazer maldades), "Uma Mudança na Arte", "Desenhando Mr. Perfeito" e "Infelizes para Sempre".
- Wanda: É a varinha mágica de Bruxa Malvada. Esta diz o que fazer e ela obedece. Aparece em todos os episódios que Malvada aparece, mas é apenas antropomorfizada no episódio "Desenhando Mr. Perfeito".

### Fliperauta City
- Q-Sorte: É a gerente de Fliperauta City. Ela muitas vezes oferece aos visitantes de seu site, jogos justos, onde as chances de vencer sempre são as mesmas para todos os jogadores. Ela é vista nos episódios "Fliperauta-City" (aparece como guia e explica as probabilidades), "Que Venham os Clones"  (aparece perguntando a Inês o porque ela pensa de cabeça para baixo) e "Fora de Controle" (aparece sendo levada embora pela onda após Spout destruir o parque).
- Sujinho: É um cara que mora em Fliperauta City. Ele é muito engraçado, mas não parece gostar de tomar banho e veste uma lata de lixo como roupa. Ele tem uma banca do jogo em Fliperauta-City, chamada "Pegue uma Minhoca". É um jogo com quatro diferentes possibilidades de ganhar. Se o jogador pegar a minhoca certa, ele ganhará um chapéu. Mas deve-se fechar os olhos ao puxar uma minhoca do saco. Cada minhoca possui quatro cores diferentes: laranja, marrom, verde-amarelada, e roxo. Sujinho também aparece no episódio "Uma Fração de um uma Chance" para dizer a Dígito e Malvada o indício final para a localização do UVO.
- Kid Clone: É um cowboy, que captura clones com um aspirador preso às suas costas. Ele só aparece no episódio "Que Venham os Clones", quando foi questionado por Q-Sorte e pela Cyberturma se poderia capturar um punhado de clones de Deleto que se espalharam por volta de Fliperauta City.
- Glowla: É uma cyberpássara que se parece com Dígito. Ela é uma artista famosa que ama os animais e faz apresentações acrobáticas na água com sua baleia robótica, Spout. Aparece somente no episódio "Fora de Controle".
- Spout: É uma baleia robótica que foi construída por Glowla. Faz shows acrobáticos na água, juntamente com sua dona. Foi desprogamada por Hacker, no episódio "Fora de Controle", fato que a deixou descontrolada. Ela não reconhecia mais ninguém e acabou destruindo boa parte de Fliperauta City.

### Frogsnorts
- Shari Spotter: É uma jovem bruxa que usa seus poderes especiais para proteger a sua escola, a Academia de Feitiçaria Frogsnorts (uma referência a Hogwarts de Harry Potter). Shari usa óculos vermelhos e redondos. Tem uma queda por Matheus, fato que irrita Inês. Ela é vista nos episódios "Shari Spotter e os Bolinhos Cósmicos" (aparece pela 1.ª vez neste episódio), "O Balanço dos Atos", "A Surpresa do Aniversário de Dígito" e "A Fuga do Labirinto de Merlin".
- Professor Stumblesnore: É o diretor de Frogsnorts e é visto nos episódios "Shari Spotter e os Pães Cósmicos" (aparece pela 1.ª vez neste episódio), "O Balanço dos Atos" e "A Fuga do Labirinto de Merlin". É uma referência a Dumbledore da série Harry Potter.
- Dody: É um pássaro rosa que na maioria das vezes fala em rimas. Ela mora na oficina de Stumblesnore e aparece nos episódios "Shari Spotter e os Bolinhos Cósmicos" (assim como os personagens citados acima, também aparece pela primeira vez neste episódio) e "O Balanço dos Atos".

### Gollywood
- Mister Zero: É o rei de todos os zeros do Cyberespaço e vive em Gollywood e deixa temporariamente o site porque Hacker manda cartas cartas anônimas odiosas, dizendo que ele não tem importância alguma. Ele só aparece no episódio "Um Mundo Sem Zero".
- Stormy Gale: É uma meteorologista que mostra a Cyberturma como fazer névoa. Aparece nos episódios "Foi-se com o Nevoeiro" e "O Imperador tem Roupas de Neve".

### Ilha de Cabeça para Baixo
- Zanko: É a fada madrinha de Deleto que foi vista no episódio "A Fada Ciborgue". Zanko parcebe quando Deleto está tendo um mau dia e concede-lhe nove desejos. Ela mastiga chiclete e mantém um estoque deles em seu compartimento no peito. Pode voar e concede os desejos com sua panela mágica.
- Rourke: É uma fada ciborgue que é agente do Departamento de Qualificação das Fadas, no episódio "A Fada Ciborgue". É seu trabalho pagar um requerente de uma visita e informar se estão qualificados para o programa de fadas ou não.

### Jimaya
- Mestre de Jimaya: O guardião da pirâmide e do símbolo de Jimaya. Ele faz as pessoas rirem diabolicamente, mas ele está apenas tentando proteger o símbolo. Aparece no episódio "Jimaya em Apuros".
- Jules: Jules, que foi visto pela primeira vez como um guarda de uma caverna no episódio "O Claro Cristal", é um bom amigo da Cyberturma, mas muitas vezes é tímido, e tem medo do escuro (por isso que ele dorme com uma luz acesa à noite). Ele aparece novamente no episódio "Jimaya em Apuros", onde o truque de Hacker é fazê-lo pressionar o Mestre de Jimaya, fazendo com que Matheus, Jackie, Inês e Creech sejam sugados para dentro da pirâmide de Jimaya. Ele também apareceu em "O Desafio de Hacker", onde ajudou no desafio proposto por Hacker. Ele é frequentemente visto tentando achar um emprego, mas Hacker tenta continuamente arruiná-lo. Ele não permite que Hacker (ou que qualquer outra pessoa) o humilhe.

### Memoryville
- Prefeito de Memoryville: Ele é visto no episódio "Caos Casual", onde promete que dará a chave da cidade para quem ganhar o campeonato de Slugball. Mas, ele tem uma regra sobre a chave: pode-se abrir qualquer porta, exceto a porta para os bancos de memória.
- Stats: É o comentarista do jogo de Slugball, no episódio "Caos Casual".

### Monte Olimpo
- Zeus: É uma versão estereotipada de seu homônimo mitológico e é o governante do Monte Olimpo e o soberano dos deuses. Ele é visto nos episódios "Pelos Poderes de Zeus" (aparece intacto quando a turma descobre que faltava os raios), "Menor que Zero" (aparece sendo obrigado a assinar um decreto, fazendo com que Bug e Deleto congelasse os sites), "Fora de Sincronia" (é mencionado por Dígito ao dizer: "Boa, Zeuzinho") e "Time dos Espíritos".
- Atena: Ela não não mesmo é tão parecida com sua contraparte mitológico, assim como Zeus. Ela aparece em "O Time dos Espíritos", dizendo que seria mais provável ter derrubado a pista de obstáculos com a "estratégia".
- Poseidon: Ele é visto em "O Time dos Espíritos", com Atena e Hermes no topo do Monte Olimpo, quando Zeus quer que eles trabalhem como um time antes de chamar a Central de Controle. Ele é mostrado com seu tridente e características de tritão.
- Hermes: É baseado em Hermes, o deus real. Ele tem o seu caduceu, o capacete da asa, e as sandálias aladas. Ele é visto em "O Time dos Espíritos". Ele é o velocista dos deuses do Olimpo.
- Ártemis: É vista do episódio "O Pássaro Azul de Zappiness" e ajuda a Cyberturma a encontrar o pássaro azul da zappiness atirando um arco ao ponto da próxima pista. Ela tem um leve sotaque novaiorquino.
- Apolo: É um dos integrantes da banda do Monte Olimpo, na qual toca um gongo. É bem forte e frequentemente se gaba por causa disso. Aparece no episódio "Fora de Sincronia".
- Minotauro: É um dos integrantes da banda do Monte Olimpo, na qual toca um bumbo. É um minotauro peludo e azul. Hacker o sequestra no episódio "Fora de Sincronia", para acabar com a harmonia da banda, fato que destruiria o Monte Olimpo, ao pôr do sol.
- Calíope: É uma das integrantes da banda do Monte Olimpo, na qual toca uma lira. É a mais zen dos integrantes da banda e está sempre levitando. Aparece no episódio "Fora de Sincronia".
- Inérofa: É uma das integrantes da banda do Monte Olimpo, na qual toca uma trombeta. Possui longos cabelos vermelhos e é muito vaidosa. Aparece no episódio "Fora de Sincronia".
- Bink e Bank: São dois centauros que moram no Monte Olimpo e estão frequentemente brigando. Aparecem nos episódios "Pelos Poderes de Zeus" (eles aparecem brigando por causa das barras de ouro) e "Fora de Sincronia" (eles dirigem uma carroagem antiga).
- As Três Moiras: São três videntes que habitam uma caverna no Monte Olimpo. Elas são as responsáveis por tecer a linha da vida, decidir o que irá acontecer na vida de determinada pessoa e cortar a linha quando chegar a hora da pessoa morrer. Aparecem nos episódios "Pelos Poderes de Zeus" e "Totalmente Radical", onde foram as juízes da competição.

### Nowhere
- Mãe de Warren: Uma senhora que possui uma barraca onde serve almoços em troca de rosquinhas. É muito gentil com a Cyberturma, mas é rude com seu filho, Warren, por causa de uma travessura que o deixou de castigo por vários anos em uma garrafa. Ela coleciona miniaturas de bonecos de ação e tem um esconderijo para eles. Ela possuium sotaque sulista e Dígito imita muito bem a sua voz. Aparece nos episódios "Negociar Sempre" (onde ela quer a figurinha de Matheus para acabar com a sede de Jackie) e "A Confusão dos Snelfus - Parte 1". Ela é dublada por Kathleen Laskey.

### Out of Sight
- DJ Groovy: É o DJ que aprensenta o rádio Far Out. Ele fala em um estilo hip-hop. Aparece no episódio "Paz, Amor e Hackerização"
- Hector: Hector é uma abelha rebooter, que aparece no episódio "Paz, Amor e Hackerização". Ele pode dizer o que as outras abelhas querem ou como ela se sentem.

### Penguia
- Fluff: É um pinguim que joga hóquei, o que é difícil em Penguia. Ele sempre tenta pensar muito. Ele é visto nos episódios "Lágrimas de Pinguim", "Quando Pinguins Voam", "O Imperador tem Roupas de Neve", "O Desafio de Hacker" e "De Cara Desligada".
- Coach: É um pinguim que ensina as crianças e os pinguins a como jogar hóquei no gelo. Ele usa um monitor para acompanhar o disco e mostrar aos jogadores o que funciona e o que não funciona. Ele é visto apenas no episódio "Lágrimas de Pinguim".
- Ice: É conhecida como uma das melhores jogadoras de hóquei de Penguia. Ela é capaz de bater o tempo de cada poste, atirando em um "ponto de vista" especial. Ela é vista nos episódios "Lágrimas de Pinguim" e "De Cara Desligada" onde é a capitã da Aldeia de Pinguins Voyagers, onde é enganado pelos anúncios de Cyberpatins.
- Fergie: É conhecida por suas invenções. Suas invenções incluem: "The Polar Engine", "The Ice-O-Nart", e "The Meltmeister". Ela é vista no episódio "O Imperador tem Roupas de Neve".
- PJ: É pai de Fluff, e é visto nos episódios "Quando Pinguins Voam" e "De Cara Desligada". Apesar do fato de ele nunca ter conhecido a Cyberturma, ele demonstra ser um aliado, pois ele é contra Hacker e está determinado a impedí-lo, tendo por diversas vezes em suas aparições pedindo-lhe para que desista, e que ele estava perdendo seu tempo tentando arruinar a noite das estrelas. Ele participou das cerimônias de floco de neve e das Starlight Night Penguin March, passando então o seu lugar para Fluff. Ele também marcou o gol da vitória na Copa de Penguia no jogo contra os Titãs, quando ele era mais jovem. Ele tem muito orgulho de seu Fluff.
- Rusty: É a líder da marcha de pinguins e, aparentemente, tia de Fluff. Ela é vista no episódio "Quando Pinguins Voam".
- Berny: É o melhor amigo de Fluff e um companheiro dos viajantes da vila pinguim. Ele se preocupa muito com Fluff.

### Perfectamundo
- Razz: Um Perfectamundiano que é famoso por inventar o brinquedo Digifizz. Ele é parceiro de Dígito e aparece no episódio "O Fator X"
- Prefeita: A líder do Perfectamundo. Aparece no episódio "O Fator X".
- Waldo: O assistente da Prefeita. Aparece no episódio "O Fator X".

### Planaltópolis
- Juíza Trudy e Xerife Judy: São as líderes de Planaltópolis. Elas são vistas frequentemente juntas, geralmente investigando criminosos, principalmente Hacker. Trudy Já chegou a prender o Hacker uma vez, mas este foi liberto em troca de um "antídoto" para o vírus da Placa-Mãe. Aparecem nos episódios "Planaltópolis" (onde Trudy se oferece como Juiz para inocentar Hacker, e Judy, que possivelmente prende Hacker por roubar a maior quantidade de terreno disponível), "Retorno a Planaltópolis" (onde aparece fazendo a escala da seca de Planaltópolis, após Hacker ter toda a agua do site para si), "A Surpresa do Aniversário de Dígito" e "Hackerizado".
- Rudy: É o primo de Trudy e Judy, que gerencia o reservatório de Planaltópolis. Ele toca gaita, e mantém os registros de abastecimento de água na cidade. Ele é visto no episódio "Retorno a Planaltópolis" (só aparece neste episódio).
- Banjou: É um velho eremita que vive de lago perdido que alimenta o reservatório de Planaltópolis. Sabe tocar banjo. Evidentimente, Trudy, Judy e Rudy nunca ouviram falar dele. Durante a época seca, especialmente, ele e os peixes fazem uma dança da chuva na tentativa de trazer de volta a água. Ele ainda usa um gráfico de linha para controlar a forma como o nível de água do lago muda ao longo do tempo. Ele afirma que se pode prever o futuro do nível da água, e sabe dicas de escalada. Aparece nos episódios "Retorno a Planaltópolis" (aparece abrindo uma caverna secreta que leva a piscina de Hacker) e "Hackerizado".

### Pompadouria
- Shah: É o governador de Pompadouria. No episódio "O Casamento", concede a mão da sua filha, a princesa de Pompadouria, para Hacker, mas não desconfia que ela é a Bruxa Malvada disfarçada. Shah é uma palavra persa para monarca. Dublado por Brad Adamson.
- Petra: É uma pompadouriana que aparece no episódio "Encantado". Ela ajuda o grupo a quebrar o feitiço de amor que Malvada colocou.
- Keesha: É uma pompadouriana verde que apenas foi citada por Petra.
- Mikey: É um pompadouriano azul que apenas foi mencionado por Jackie.
- Corvo: Um corvo preto que primeiramente estava trabalhando para Bruxa Malvada. Depois, concorda em ajudar a Cyberturma a resgatar a Princesa de Pompadouria, que havia sido presa em um castelo pela Bruxa Malvada, em uma tentativa de casar com Hacker. No final, é revelado que ele era um príncipe enfeitiçado, o qual acaba se casando com a Princesa. Aparece somente no episódio "O Casamento".

### Radópolis
- Rei Dadinho: É o chefe fictício de Radópolis, um cybersite de esportes radicais, que muitas vezes utiliza gíria. No episódio "Totalmente Radical", Hacker tenta destroná-lo. O Rei decide resolver o problema de uma maneira habitual em Radópolis: em uma competição de esportes radicais.
- Coop: É o pai de Slider. Durante vários anos, Hacker caçou Coop a fim de encontrar a sua máquina de transformação. Embora Coop recusou-se a entregá-la, Hacker, em vingança, infectou-o com uma dose de magnetita que o envelheceu prematuramente. Desde então, ele se escondeu de Hacker, abandonando Slider para que ele se defenda por conta própria. Coop retorna e se reúne a Slider no episódio "Medida por Medida". Ele também aparece no episódio "Varrendo a Limpeza", mas ele não é nada parecido com o que ele era no episódio "Medida por Medida" (provavelmente porque ele encontrou uma cura para a magnetita).

### Shangri-Lá
- Mestre Pi: Mestre Pi é o líder reinante de Shangri-La e usa um manto azul prendido por uma haste com uma bola com o símbolo do número Pi. Mestre Pi pode simplesmente aparecer e reaparecer em outro lugar. Muitas vezes ele usa palavras de sabedoria e prosperidade. Além disso, ele só oferece hospitalidade para aqueles que entendem as regras de polidez. Hacker às vezes o chama de Cara-Pi. Aparece nos episódios "Resolvendo Problemas em Shangri-Lá" (no final diz que, para ganhar a partida, deveria tirar o dragão vermelho, que até então, deveria tirar apenas os dragões verdes) e "Encrenca em Dobro" (aparece ajudando a cyberturma a reverter a riqueza do gel de peruca do Hacker).

### Simétrica
- Ava: É a responsável pelo cybersite Simétrica e conhece todos os segredos de simetria. Ela recebe a ajuda de Dr. Good e o agradece fazendo miniaturas de robôs que se assemelham a ele. Ela é a criadora do Simetrizador, um poderoso aparelho responsável pela produção de todos os produtos simétricos do Cyberespaço. Mas, se programado da maneira errada, ele pode destruir a simetria. Ava aparece nos episódios "Os Segredos de Simétrica" e "Menor que Zero".

### Solaria
- Olli: É o gerente de que dá passeios aos visitantes de seu cybersite, Solaria. Ele dirige um automóvel por toda a Solaria. Ele é um louco e selvagem por esporte, mas também é muito nervosa. Adora dizer "Bom Apetite". Aparece nos episódios "Um Dia Branco de Neve" (aparece como motorista após Solaria congelar), "Menor que Zero" (aparece pedindo a Hacker para que este não congele Solaria) e "Totalmente Radical" (onde ele se apresenta como Orelhinha).
- Sentinela Sedimentar: É uma estátua de uma face feita de pedra, que fala. Inês, Jules e Creech encontram-na durante o seu desafio, no episódio "O Desafio de Hacker". A Sentinela Sedimentar é primo do Mestre de Jimaya. Ela adora contar piadas, especialmente se elas têm a ver com rock.

### Terra Paralela
- Teeny Weeny "TW": é uma pequena menina em forma de quadrado (os habitantes da Terra Paralela possuem a forma de paralelogramos). Ela não tem medo de Hacker, e apesar do fato de sua mãe não deixá-la ajudar a Cyberturma, ela ajuda a encontrar Diamond Joe. Ela é vista nos episódios "Voando em Parallinis" e "O Desafio de Hacker".
- Diamond Joe: É um velho parallini, que costumava ser um membro da Parallinis Vôo, um grupo de paralelogramos que voavam e faziam formas no ar. Ele parece ser uma espécie de cowboy. Aparece no episódio "Voando em Parallinis".
- Mãe Parallini: Ela é mãe de TW. Apesar do fato dela ser rigorosa em relação às regras, ela é bondosa e quer o melhor para seus companheiros Parallinis. Aparece no episódio "Voando em Parallinis".

### Thornia
- Deci: Ele vive em Thornia, o site onde as bonitas flores que simbolizam o espírito do dia das mães, as Madres Bonitas, florescem. Tem um vasto conhecimento sobre decimais e ajuda a Cyberturma no episódio "O Dia das Mães". Ele usa uma roupa semelhante a de um oficial militar e é muito eficiente em seu trabalho.

### Tikiville
- Creech: É a jovem princesa do cybersite Tikiville. Ela tornou-se o líder depois de competir em uma corrida com outros habitantes, bem como Hacker. Creech tinha mencionado que a sua primeira execução para a coroa foi desastrosa. Creech é, em alguns aspectos, semelhante à Inês, devido a isso se tornaram amigas com facilidade. Ambas têm uma perspectiva bastante semelhante e ambas têm um grande vocabulário, que, no caso da Inês, provoca a diversão. Ela também é a pessoa encarregada de cuidar do ovo de Benedita de Tikiville. Ela é vista dos episódios "Creech Seria Coroada", "Um Dia em Tikiville", "A Fada Ciborgue", "A Surpresa do Aniversário de Dígito", "Jimaya em Apuros", "O Dia dos Pais" e "Foi-se com o Nevoeiro".
- Max: É o pai de Creech. Ele faz surpreendentes panquecas de banana e ama muito a sua filh. Na escola, ele foi colega de Hacker e sempre o vencia em tudo (em campeonatos de slugball, concursos de dança, etc.) e Hacker o odiava por isso. Ele só apareceu no episódio "O Dia dos Pais".

### Todesville
- Annie: Annie é uma jovem Toddle visto no episódio "O Caso Todesville". Ajudou as crianças a fugir da prisão em Toddesville depois que eles foram presos por engano. Ela é, aparentemente, uma boa amiga de Jackie.
- O Presidente da Câmara: É o prefeito de Todesville e tem o número 1 no peito. Ele pensa que a Cyberturma está arruinando sua cidade no episódio "O Caso Todesville", pois eles são vistos com alguns Toddles nas mãos. Ele até os prendem por isso, mas depois percebe que eles não são os verdadeiros culpados. Ele aparece também no episódio "Menor que Zero", onde ele tenta impedir que Hacker congele seu site, assinando um contrato. Ele aparece novamente no episódio "Pontos de Vista", onde ele dá uma festa para Hacker, a fim de promover a paz em Todesville.
- Abracadabra: É um habitante de Todesville que fez um show humorístico junto com o seu cão Prestus. No episódio "Pontos de vista" ele foi preso, sendo acusado de ter roubado a chave do recarregador da nave do Hacker, mas isso não passou de uma armação.
- Prestus: É o cachorro de Abracadabra, muito parecido com seu dono. Fez um show juntamente com ele, em Todesville, no episódio "Pontos de Vista".
- Irma: uma Toddle que é vista no episódio "Pontos de Vista" e contribui com a investigação da cena do crime do furto da chave do recarregador de Hacker. Ela é uma boa detetive, e é filha do prefeito.

### Tumba de Rom
- Bibi: É uma gata antropomórfica verde que mora na Tumba de Rom. Ela é muitas vezes impaciente e impulsiva, mas prova-se uma aliada para a Cyberturma. Ela também é muito agravante para Hacker. Ela é vista nos episódios "A Hora da Aventura" (onde aparece como rival da cyberturma e tenta acabar com a vitória deles), "O Olho Mágico" (onde ela aparece como uma aliada a cyberturma e que aparenta ter 9 vidas), "As Uvas de Plath" (está com um cetro e Inês pede para não deixar Hacker pegar o Cetro) e "Sharri Spotter e os Pães Cósmicos".
- Múmia: É o líder da Tumba de Rom. Ele é um pouco malvado e dorme a maior parte do tempo, deixando o trabalho todo para Bibi. É visto nos episódios "A Hora da Aventura" (foi ele quem raptou o Dr. Gude), "O Olho Mágico" (aparece dormindo e quando o efeito do inverso é feito, ele finalmente acorda), "As Uvas de Plath" e "O Caso da Memória Perdida".

## Outros
- Lady Ada Lovelace:É uma mulher que mora em site desconhecido. Ela foi inspirada em Ada Lovelace, uma mulher que existiu de verdade e foi muito importante para a história do computador. Ela gosta muito do Dr. Good, e são praticamente namorados. Aparece no episódio "Amor e Bruxaria".
- Ivana: É uma cyberpirata que habita a Ilha da Caveira. Ela guarda um tesouro que tem o segredo de sua inteligência e sua invencibilidade. Aparece no episódio "Todos os Ângulos Retos" e "Passo a Passo".
- Destemido Chefe: É o principal participante da competição do Cyberchefe de Ouro, mas ele não é nada corajoso e é sempre um dublê de corpo que faz as suas apresentações. Aparece no episódio "É Hora de Cozinhar".
- Apresentador Guloseima: É o apresentador da competição do Cyberchefe de Ouro. Ele usa ocúlos e um laço vermelho no peito. Aparece no episódio "É Hora de Cozinhar".
- Sam Vander Rom: É um repórter robótico com destaque na segunda temporada do seriado. Em sua primeira aparição no episódio "Seja Verdadeiro", Sam atua como moderador durante uma eleição entre Placa-mãe e Hacker. No episódio "Fora de Controle", ele é um repórter que faz a cobertura da destruição de Fliperauta City por Spout. E, por fim, no episódio "O Casamento", ele, juntamente com Érica Ram, entrevistam Hacker e a Princesa de Pompouria (que é Malvada disfarçada), minutos antes do seu suposto casamento.
- Eliete Jeitosa: É uma hipopótama que mora na Terra dos gentis. Ela é muito solidária e generosa, sempre ajudando as pessoas. Aparece no episódio "Eliete Jeitosa e o Verde Maligno" (onde após o efeito do verde maligno ela passa a ser malvada) e "O Casamento".
- Renky: É um habitante de Proporcionela. Ele habita a ilha dos pequenos e parece ser o rei dessa ilha. Aparece no episódio "Tamanho É Documento".
- Mãe da Jackie: Só foi vista no episódio "O Dia das Mães". Jackie trouxe as flores Madres Bonitas do Cyberespaço para ela no dia das mães.